# Католицька церква в Лівані
Като́лицька це́рква в Ліва́ні — найбільша християнська конфесія Лівану. Складова всесвітньої Католицької церкви, яку очолює на Землі римський папа. Керується конференцією єпископів. Станом на 2004 рік у країні нараховувалося близько 1 883 000 католиків (48,74% від усього населення). Існувало 23 діоцезій, які об'єднували 1253 церковних парафій.  Кількість  священиків — 1603 (з них представники секулярного духовенства — 1001, члени чернечих організацій — 602), постійних дияконів — 4, монахів — 1030, монахинь — 2728.